# Tchabawol (Bogo)
Pour les articles homonymes, voir Tchabawol.
Tchabawol ou Tchabaol est une localité du Cameroun située dans l'arrondissement de Bogo, le département du Diamaré et la région de l’Extrême-Nord. Elle fait partie du lawanat de Bogo-Nord.

## Population
En 1975, la localité comptait 607 habitants, dont 526 Peuls et 81 Massa.
Lors du recensement de 2005, on y a dénombré 2 114 personnes.